# Ecorregión de agua dulce Paraná superior
La ecorregión de agua dulce Paraná superior (en  inglés Upper Paraná) (344) es una georregión ecológica acuática continental situada en el centro-este de América del Sur. Se la incluye en la ecozona Neotropical.

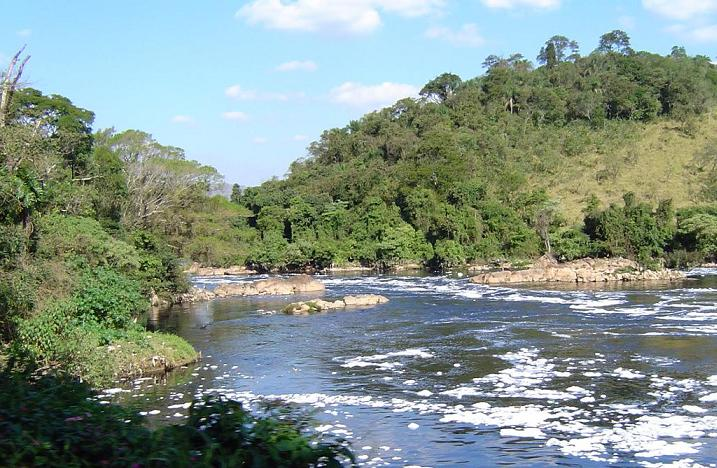
Curso medio del río Tieté, en el Estado de São Paulo, antes de atravesar la megalópolis de São Paulo, Brasil; ecorregión de agua dulce Paraná superior.

## Distribución

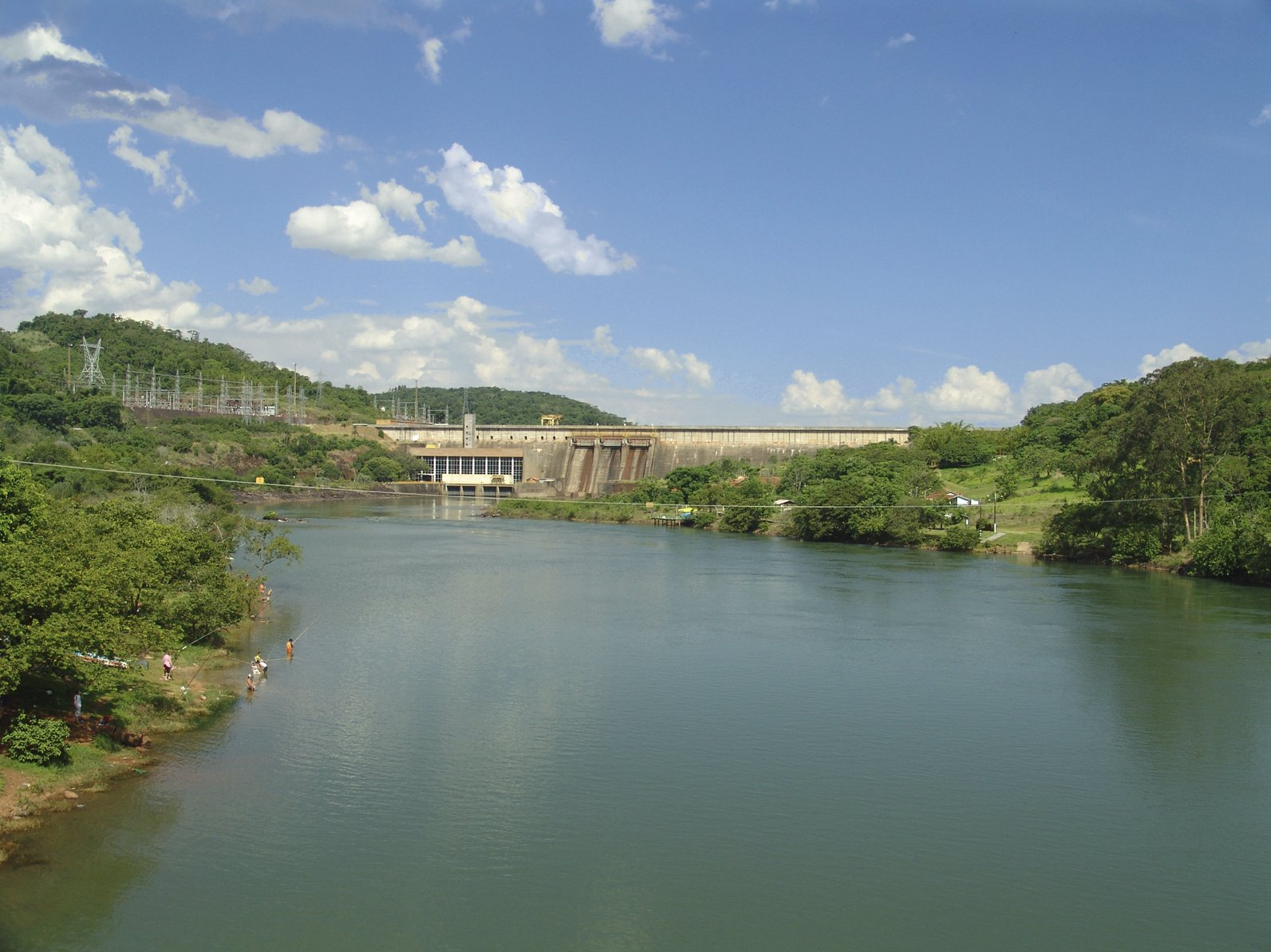
Río Paranapanema, en el Estado de São Paulo, Brasil; ecorregión de agua dulce Paraná superior.

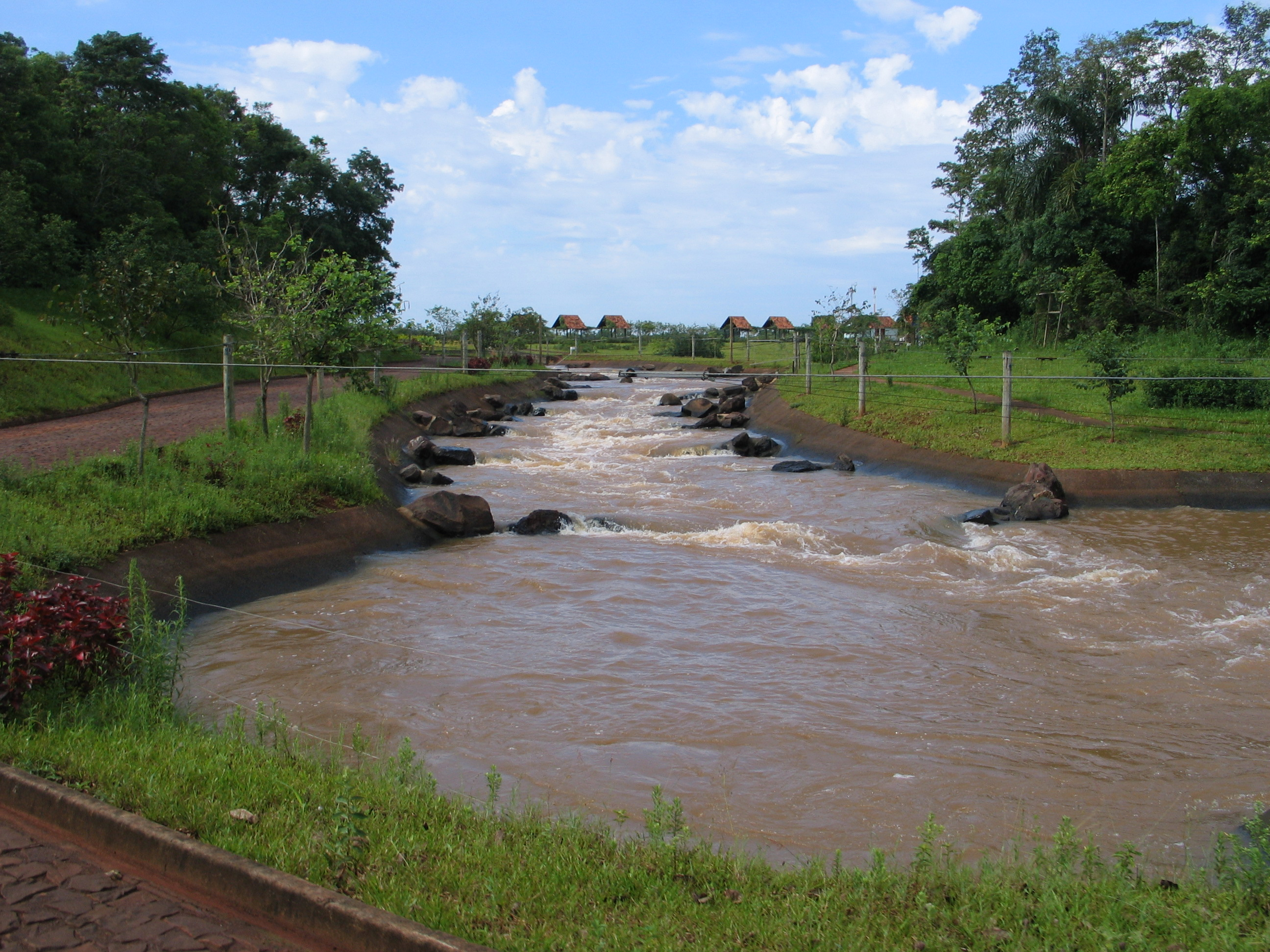
El canal artificial que conencta las aguas del río Paraná, situadas al pie de la Represa de Itaipú, con las de su embalse; conectando artificialmente de este modo, a dos ecorregiones de agua dulce originalmente aisladas, desde el punto de vista de sus ictiofaunas.

Se distribuye en los estados del sudeste del Brasil, y en el este del Paraguay. Originalmente el límite sur eran los grandes Saltos del Guairá, sobre el río Paraná superior, pero con la construcción de la represa de Itaipú, la cual cubrió esas cataratas con un enorme embalse, el área de este lago artificial también es incluida. Como el dique de dicha represa permite transponer a los peces del embalse hacia las aguas abajo del mismo, por intermedio de sus vertederos primero, y luego por un canal construido ex profeso para posibilitar la migración desde aguas abajo hacia el embalse, las especies que otrora eran endémicas de las aguas situadas río arriba de las cataratas, y que luego invadieron todo el lago artificial, ahora pueden expandir su geonemia hacia el sur, en sectores del río Paraná con las mismas características físicoquímicas, habiéndose capturado por esta razón, ejemplares de esas especies en el extremo nordeste de la Argentina (país en donde antes de construirse Itaipú no habitaban), por ejemplo la corvina de río gigante (Plagioscion squamosissimus) y el dorado plateado (Salminus hilarii). Es por ello que el límite con la ecorregión de agua dulce Paraná inferior (ubicada inmediatamente hacia aguas abajo de esta) pasó a ser ecotonal o más difuso, y no drástico como era originalmente.
El Alto río Paraná es el principal curso y eje de esta ecorregión. También poseen relevancia sus afluentes y formadores, los ríos: Grande, Paranaíba, Tieté, y Paranapanema, entre otros. En Brasil, cubre parte de los estados de: Goiás, Mato Grosso del Sur, Minas Gerais, Paraná, São Paulo, y el Distrito Federal.